# Jerzy Graczykowski
Jerzy Graczykowski (ur. 28 kwietnia 1936, zm. 29 listopada 2009 w Bydgoszczy) – polski urzędnik, w 1993 wicewojewoda bydgoski.

## Życiorys
Syn Stanisława i Joanny. Przez wiele lat pracował w Urzędzie Wojewódzkim w Bydgoszczy (m.in. jako dyrektor Wydziału Regionalnej Polityki Gospodarczej) i w bydgoskim oddziale Narodowego Banku Polskiego. Od 23 kwietnia do 31 grudnia 1993 pełnił funkcję wicewojewody bydgoskiego. Został pochowany na Cmentarzu katolickim Najświętszego Serca Jezusa w Bydgoszczy.